# ФК Калев
Калев (на естонски: JK Tallinna Kalev) известен още като Талинна Калев е естонски футболен отбор от столицата Талин.
Отборът се състезава във висшата лига на Естония Мейстрилийга. Домакинските си срещи играе на „Кальови Кекстадион“ с капацитет 12 000 зрители.

## История
Основан е през 1911 година. Двукратен шампион на Естония (1923, 1930).
В течение на два сезона играе в клас „А“ шампионата на СССР. През 1960 заема 19 място, а през 1961 – 22-рото.
Возроден е през 2002 година. През 2007 става 6-и във висшата лига. В крайното класиране през 2009 отборът е 10-и в Мейстрилийгата и отпада във второто ниво на Естонския футбол в Есилийга. През 2014 година столичния клуб се завръща в Премиум Лигата на Естония, а а старши треньор става Сергей Замогилни . В крайното класиране отборът заема последното място и отново отпада в Първата лига на Естония. На 25 ноември става известно името на новия старши треньор – Марко Пярнпуу .
През януари 2017 спонсор на клуба става букмейкърската къща „Coolbet“, а президент на клуба става Рагнар Клаван съвместно с Йоелем Линдпере . В този сезон отборът завършва на второ място в първа лига и от 2018 година отново е сред най-силните . През ноември същата година отборът е възглавен от Арго Арбейтер .

## Отличия
- A-klass/Liiduklass (Висша лига)
  -  Шампион (2): 1923, 1930
  -  Второ място (4): 1922, 1924, 1925, 1931
  -  Трето място (3): 1932, 1937/38 2023
- Eesti karikas
  -  Второ място (1): 1939
- Есилийга
  -  Шампион (1): 2011
- Втора лига на Естония
  -  Шампион (1): 2004
- Трета лига на Естония
  -  Шампион (1): 2003